# Kawai
Kawai Musical Instruments Manufacturing Co. Ltd. (河合楽器製作所 Kawai Gakki Seisakusho?) (TYO: 7952) es una compañía japonesa, fundada por Koichi Kawai el 9 de agosto de 1927. Tiene su sede en la ciudad japonesa de Hamamatsu, prefectura de Shizuoka.
Sus principales productos incluyen la manufactura de instrumentos musicales, especialmente pianos y sintetizadores.

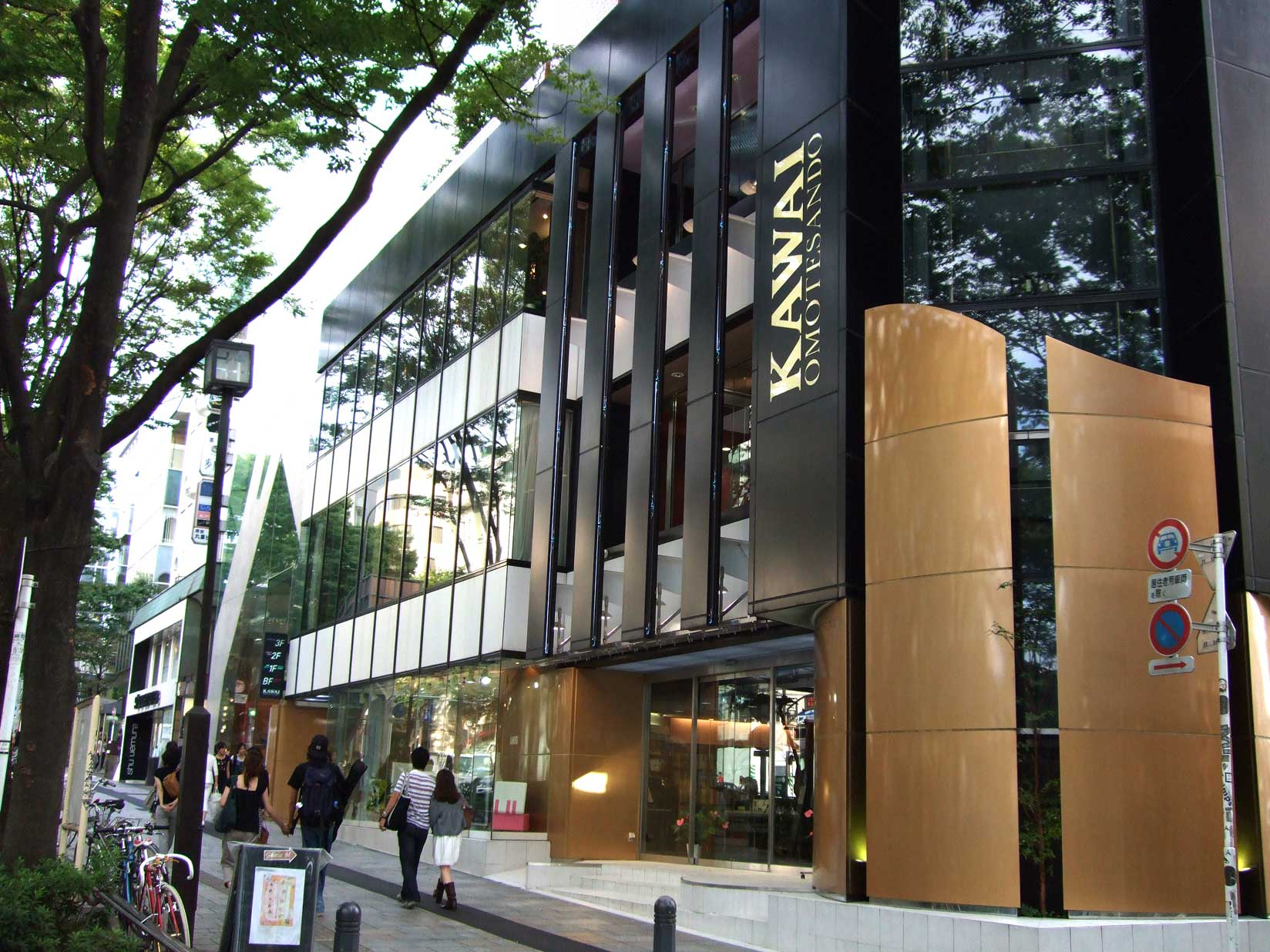
Edificio de Kawai en Omotesandō, Shibuya, Tokio.